# قسطر بوابي

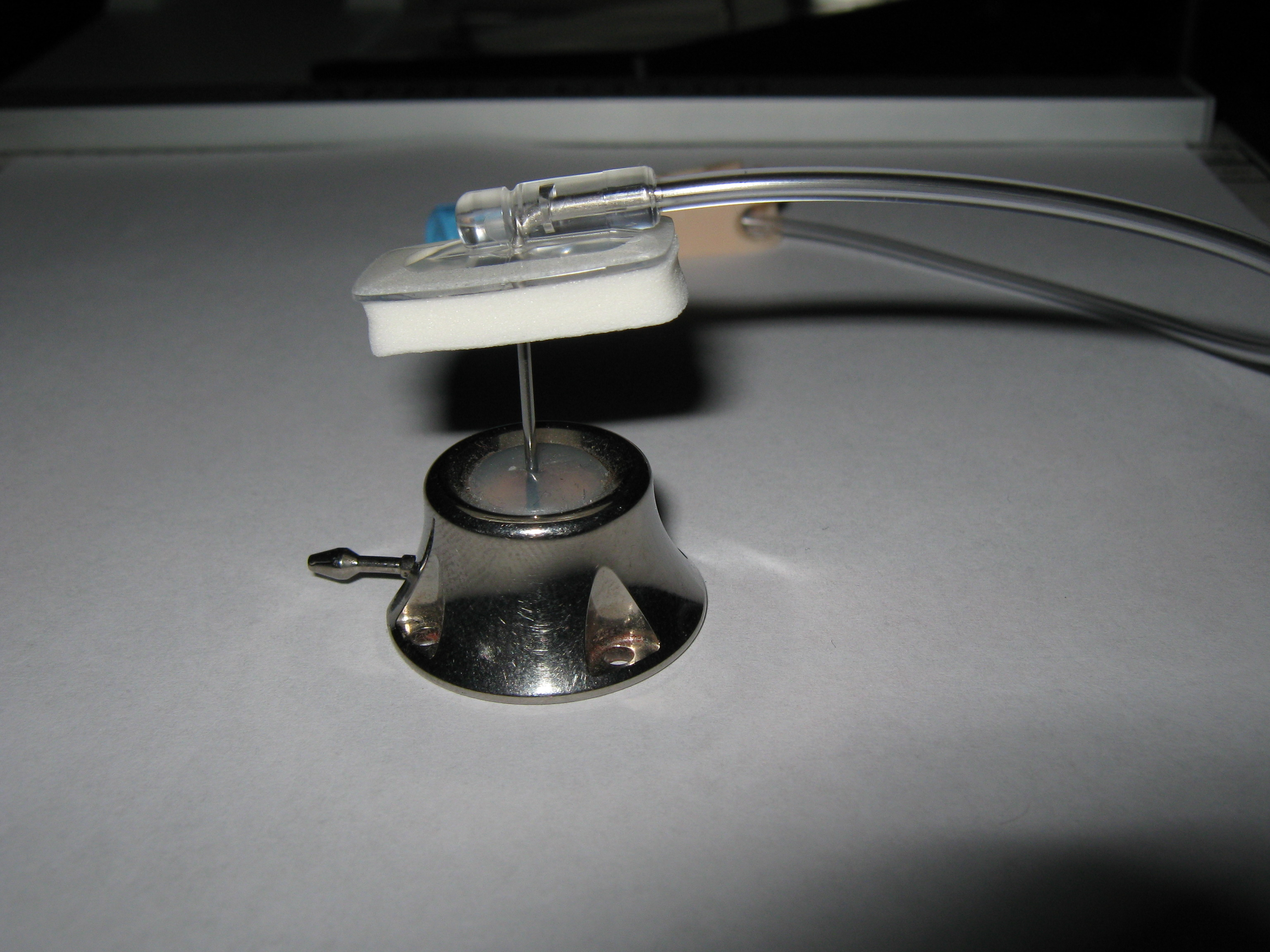
قسطر بوابي بعد تجميعه مع الإبرة المغروزة.

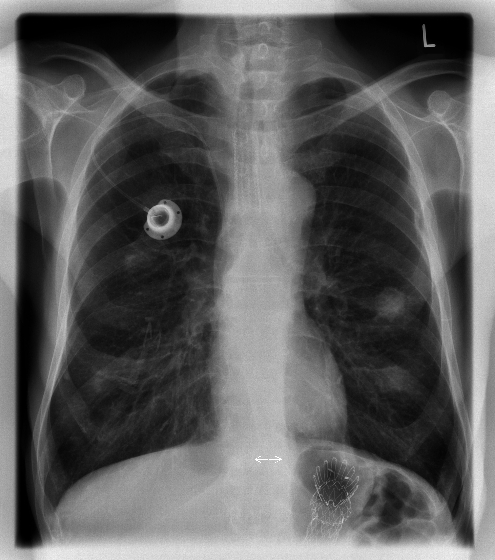
صورة أشعة للصدر تظهر القسطر المغروس.

القسطرة البوابية أو القسطرة المزوّدة بمنفذ هي عبارة عن قسطرة تحت الجلد تأمن مدخل دائم إلى الأوردة والشرايين، تتألف من حجرة صفيرة مبطنة بغشاء سيليكوني وخرطوم رفيع تصل نهايته عند الأذين الأيمن. يتم وضعه عن طريق عملية جراحية، عن طريق حجرة القسطرة التي تكون موصولة بالدورة الدموية تتم عملية إعطاء الغذاء والأدوية.

## الاستخدامات
تستخدم القساطر المزودة بمنفذ لأسباب عديدة نذكر منها:
- تقديم العلاج الكيميائي لمرضى السرطان الخاضعين للعلاج بشكل متكرر. يكون العلاج الكيميائي في معظم الحالات سام، وقد يؤدي لتلف الجلد والأنسجة العضلية. لهذا السبب، لا ينبغي إعطاؤه عبر هذه الأنسجة. توفر القساطر المزودة بمنفذ حلًا لذلك، إذ تقوم بتوصيل الأدوية بسرعة وكفاءة إلى جميع أنحاء الجسم عن طريق جهاز الدوران.
- نقل عوامل التخثر لمرضى الهيموفيليا الشديدة.
- سحب الدم إلى الجسم (و/ أو إعادته) لدى المرضى الذين يحتاجون إلى فحوصات دم متكررة ولدى مرضى الديال الدموي (غسيل الكلى).
- إعطاء المضادات الحيوية للمرضى الذين يحتاجون إليها لفترة طويلة أو بشكل متكرر، كالمرضى المصابين بالتليف الكيسي وتوسع القصبات.
- إعطاء الأدوية لمرضى الاضطرابات المناعية.
- إعطاء العلاج التعويضي لعوز ألفا 1 أنتيتريبسين.
- تسريب المواد الظليلة التي تعزز التباين في التصوير المقطعي المحوسب.
- ملء السوائل أو سحبها من أحزمة المعدة القابلة للتعديل المستخدمة في جراحات السمنة –كلاب باند وريلايز باند.
- إعطاء المسكنات للمرضى الذين يعانون من الآلام المزمنة كمرضى السرطان ومرضى فقر الدم المنجلي مثلًا.

## المخاطر
- العمر: عند تركيب القسطرة لدى طفل، ستصبح أقصر نسبيًا مع نموه وتقدمه في العمر، وقد يتغير مسارها ليتجه نحو الرأس. قد يصبح من الضروري إزالتها أو استبدالها في بعض الحالات.
- إصابة الشرايين: قد يبزل الطبيب الشريان تحت الترقوة عن غير قصد أثناء محاولته الوصول إلى الوريد تحت الترقوة، ما يؤدي إلى تشكل ورم دموي تحت الجلد أو أم دم كاذبة في بعض الحالات. سيحتاج الطبيب إلى موقع بديل لوضع القسطرة عند حدوث ذلك. لا يبزل الشريان السباتي إلا في حالات نادرة جدًا؛ وذلك بسبب الاستخدام المتزايد للموجات فوق الصوتية عند محاولة الوصول إلى الوريد الوداجي القريب من الشريان السباتي.
- الإنتان: قد يصيب الإنتان مسار القسطرة أو محيطها، وهذا قد يتطلب العلاج بالمضادات الحيوية أو إزالة الجهاز.
- تعتبر المشاكل الميكانيكية غير شائعة. قد تخضع المنافذ الموضوعة في الوريد تحت الترقوة لمتلازمة الانضغاط؛ وفيها قد تنكسر القسطرة داخل الوريد. لا تتعرض المنافذ الموضوعة عبر الوريد الوداجي لهذه المشكلة. ينتقل الجزء المكسور من القسطرة عبر الوريد ويستقر عادةً في القلب الأيمن أو الرئتين. لا يعاني العديد من المرضى من أي أعراض، ويكتشف الأمر عندما لا يستطيع الفاحص سحب السوائل أو ضخها عبر المنفذ. في تلك الحالات، سيقوم أخصائي الأشعة التداخلية بسحب الجزء المكسور ووضع منفذ جديد.
- استرواح الصدر: قد تؤدي محاولات الوصول إلى الوريد تحت الترقوة أو الوريد الوداجي إلى إصابة الرئة ما قد يتسبب في استرواح الصدر. قد يتطلب الاسترواح الصدري الكبير وضع أنبوب صدري. تبلغ نسبة حدوث هذه المضاعفات في الوريد تحت الترقوة نحو 1% عندما توضع بأيدي خبيرة. يكون معدل استرواح الصدر غير موجود تقريبًا في حالة الوريد الوداجي.
- الخثار: يؤدي تشكل جلطة دموية في القسطرة إلى انسداد الجهاز نهائيًا. يغسل المنفذ بالمحلول الملحي والهيبارين لتجنب حدوث الخثار مرة كل ستة أسابيع أو بالتزامن مع إعطاء الدواء. يقوم بذلك عادةً ممرض/ة أو أحد الممارسين الطبيين أو شخص مدرب بشكل صحيح من أفراد الأسرة أو المريض ذاته بعد تدريبه.
- انسداد الأوعية الدموية: قد تتشكل خثرة دموية بين القسطرة وجدار الوعاء الدموي ما يؤدي إلى انسداد جزئي أو كامل في الوريد. قد يزول الانسداد بإزالة المنفذ، وإن لم يحدث ذلك، قد يساهم العلاج بالهيبارين في إزالة الانسداد.
- تعاطي المخدرات عن طريق الوريد: قد يستخدم المرضى المدمنون -عند تخريجهم من المشفى- المنفذ لحقن المخدرات غير المشروعة. يشكل هذا الاستخدام عامل خطر هام للأذية أو الإنتان الشديد –خاصةً التهاب الشغاف.

## مدة الاستخدام
يمكن استخدام القسطرة البوابية لمدة خمس سنوات أو أكثر.

## روابط خارجية
- www.breastcancer.org: Ports for Chemo
- A photo-essay on what it's like to have a port